# Батаан
Батаан (таг. Bataan) — провинция Филиппин, занимает весь одноимённый полуостров на острове Лусон, Филиппины. Входит в состав региона Центральный Лусон. Административный центр — город Баланга.

## География
Площадь провинции составляет 1373,0 км². На севере граничит с провинциями Самбалес и Пампанга. На западе омывается Южно-Китайским морем, на северо-западе — заливом Субик-Бей и на востоке — Манильским заливом. Полуостров Батаан отделяет Манильский залив от Южно-Китайского моря и является продолжением гор Самбалес. На севере полуострова находится гора Натиб (1253 м), а на бге — хребет Маривелес.

## История
Во время Второй мировой войны Батаан защищали войска США и Филиппин под руководством генерала Дугласа Макартура от японских войск с 1 января до 4 апреля 1942 года. По приказу президента США Макартур эвакуировался, но 6-11 тыс. военнопленных союзников погибли в «Батаанском марше смерти».

## Население
Население провинции по данным переписи 2010 года составляет 687 482 человека.

## Административное деление
В административном отношении подразделяется на 1 город (Баланга) и 11 муниципалитетов:
- Абукай
- Багак
- Диналупиан
- Эрмоса
- Лимай
- Маривелес
- Моронг
- Орани
- Орион
- Пилар
- Самал

## Генетика
У представителей племени аэта Магбукон (Magbukon) доля денисовской примеси в геноме достигает 4,47%.